# ماهوانا
ماهوانا شهری در شهرستان کوکا در استان بانوا در بورکینافاسوی غربی است و جمعیت آن ۷,۰۱۹ نفر است.